# Beef
Beef (sv. "biff") avser inom hiphopkulturen ett bråk, gräl eller någon form av oenighet mellan olika personer eller grupper. Mest känd är det så kallade "West-East Coast War i början och mitten av 1990-talet mellan Death Row Records och Bad Boy Entertainment där 2Pac och The Notorious B.I.G. var frontfigurer, vilket ledde till dödsfall.

## Kända beefs
- The Game vs 50 Cent
- Toni Braxton vs Jay-Z och Kanye West [1]
- Monica vs Megan Rochell [2]
- Lil' Kim vs Nicki Minaj [3]